# Famille Chomel
Pour les articles homonymes, voir Chomel.
La famille Chomel est une famille subsistante d'ancienne bourgeoisie française, originaire d'Annonay, dans le Vivarais (Ardèche). Certaines de ses branches se sont établies dans la Loire et la Haute-Loire. Subsiste aujourd'hui la branche puinée, constituée de quatre rameaux, dont les rameaux Chomel de Jarnieu et Chomel de Varagnes.
Cette famille compte parmi ses membres un évêque, un conseiller d'État, deux amiraux et deux colonels.

## Histoire
Selon Gustave Chaix d'Est-Ange, « La famille Chomel est une des plus anciennes, sinon la plus ancienne, de la haute bourgeoisie du Vivarais ». Il débute la filiation suivie de cette famille au XVe siècle. Barthélémy Chomel, laboureur, attesté en 1464 et 1478, eut deux fils, Étienne et Vital Chomel, qui furent les auteurs de deux lignées.
La descendance d'Étienne Chomel a formé trois branches :
- la branche de Varagnes, en partie établie dans la Loire, s'éteignit en 1887 à Cluny (Saône-et-Loire). Ils ont subsisté sur leur domaine jusqu'en 1791.
- la branche de Chazelles et de Brossac, établie au Puy-en-Velay (Haute-Loire)
- la branche du Mont et de la Fayolle, établie à Saint-Didier-en-Velay (Haute-Loire)

La descendance de Vital Chomel a également formé trois branches :
- la branche de Marseille, sortie d'Annonay dès le xvie siècle et éteinte en 1960.
- la branche de Bizy et de Montfort à Paris, de Romanet et de la Récluzière à Annonay, de Montrillon à Lyon, de Champfort à Valence.
- la branche de Valgelas à Marseille, Chomel de Suisse, Chomel de Hollande, de Jarnieu à Annonay, avec le retour au catholicisme et la dispersion moderne[2].

La branche de Jarnieu descend de Jean Chomel, sieur de Jarnieu, notaire à Annonay. Son père, Jean, avait acquis en 1644 la maison « noble et allodiale » de Jarnieu, sise à Annonay, et qui existe encore aujourd’hui. Longtemps protestante, la famille passa pour partie au catholicisme en 1715 lorsque Louis, dit le béat, abjura dans la douleur de sa mère et… l’indifférence de son père.
Certains membres de cette famille sont membres de l'association des anciens honneurs héréditaires.

## Généalogie
Cette généalogie est issue des travaux de Gustave Chaix d'Est-Ange :
- Barthélemy Chomel, possède des biens au lieu-dit de Varagnes dans la première moitié du XVe siècle, il a au moins deux fils :
  - Étienne Chomel, père de :
    - Mondon Chomel, sieur de Varagnes, marié à Marguerite Léorat, teste en 1532, auteur de la branche de Varagnes éteinte en 1887.
    - Gabriel Chomel, père de :
      - Étienne Chomel, il va habiter Saint-Didier, père de :
        - Claude Chomel, il vit à Saint-Didier, sa descendance s'éteint avec André-Christophe Chomel, maître des requêtes au parlement de Dombes en 1732 et avec son fils qui occupe les mêmes fonctions au sein de ce parlement.
        - Antoine Chomel, notaire au Puy-en-Velay, l'un de ses descendants, Jean Chomel, conseiller du roi, son magistrat au sénéchal et présidial de la ville du Puy, fait enregistrer ses armoiries à l'armorial général de 1696 (portées de nos jours par cette famille). Un autre des descendants d'Antoine Chomel, prénommé Christophe Chomel, avocat en parlement, juge de la ville et juridiction de Saint-Didier, fait enregistrer dans cet armorial général D'or à une fasce d'azur semée de billettes d'argent dont trois paraissent entières et rangées.

  - Vital Chomel, il a entre autres enfants :
    - Étienne Chomel, consul d'Annonay en 1541, père de :
      - Étienne Chomel, notaire royal, consul d'Annonay en 1558 et 1562, il épouse Catherine Moureton, ils ont pour enfant :
        - Pierre Chomel, il s'installe à Paris, trésorier général des lignes des Suisses et Grisons, il épouse en 1598 Anne des Bugnond, ils ont entre autres enfants :
          - Pierre Chomel, nommé évêque de Saint-Flour mais qui mourut en 1684 avant d'avoir été sacré
          - Antoine Chomel, maître des requêtes, conseiller d'État, anobli par ses fonctions, décédé en 1654. Il avait épousé en 1632 Charlotte Séguier de Saint-Brisson, d'où :
            - Jean-Baptiste Chomel, premier chambellan de Monsieur, frère puîné de Louis XIV, il fait enregistrer son blason à l'armorial de 1696, il est père de :
              - Louis-Armand Chomel, évêque d'Orange en 1721, démissionnaire en 1731, décédé en 1780. Cette branche anoblie s'éteindra avec Jean-François Chomel, neveu de ce prélat, né en 1726, officier de cavalerie, marié en 1748 avec mademoiselle de La Forest.

      - Antoine Chomel, tanneur, consul d'Annonay en 1571, dont la descendance s'éteignit avec Anne Chomel, mariée vers 1695 à Jean Barou, marchand, et Marie-Madeleine Chomel mariée en 1696 à son cousin Louis Chomel de Jarnieu, notaire.

    - Barthélemy Chomel, père de :
      - Bernardin Chomel, tanneur, consul d'Annonay en 1555, d'où :
        - Antoine Chomel, branche qui s'éteindra dans la première moitié du XVIIIe siècle avec Alexandre Chomel de Valgelas, banquier, bourgeois de Marseille
        - Barthélemy Chomel, né en 1555, consul d'Annonay en 1597, dont descendent :
          - Louis Chomel, dit le Béat, né en 1697, décédé en odeur de sainteté en 1774, a écrit de nombreux travaux historiques dont les Annales d'Annonay[1].
          - Jean Chomel, sieur de Jarnieu (1699-1760), frère du Béat, notaire royal à Annonay, marié le 11 mai 1727 avec Marie Anne Veyre de Soras, dont :
            - Louis Chomel, sieur de Jarnieu (1726-1797), notaire royal, auteur d'un rameau éteint
            - Siméon Chomel (1731-1808), consul d'Annonay en 1772 et 1775, dont :
              - Antoine Chomel (1767-1834), dont :
                - Antoine Chomel (1805-1881), dont :
                  - James Chomel (1832-1868), auteur du rameau Chomel de Jarnieu ;
                  - Benjamin Chomel de Varagnes (1849- ), avocat à Lyon, reprit le nom de la branche ainée éteinte et fut l'auteur de l'actuel rameau Chomel de Varagnes.

Deux autres rameaux subsistants de cette dernière branche s'appellent seulement Chomel, sans nom de terre ajouté.

## Rameau Chomel de Jarnieu
- James Chomel (1832-1868), dont :
  - Louis Chomel de Jarnieu (1865-1892), dont postérité
  - Paul Chomel de Jarnieu (1867-1915), agent de change à Paris, dont :
    - Jacques Chomel de Jarnieu (1892-1988), école navale 1911, contre-amiral en 1941, commandeur de la Légion d'honneur, six citations, marié, sans postérité ;
    - Pierre Chomel de Jarnieu (1891-1979), HEC 1907, officier de chasseurs alpins durant la première guerre mondiale (6ème, 24 ème, 23ème BCA), colonel, officier de la Légion d'honneur, citations. Il est présenté par Laurent Joly comme un proche de Xavier Vallat, dirigeant du Commissariat général aux questions juives de  Vichy[4], organisme dont Pierre Chomel de Jarnieu fut directeur de cabinet. En 1943-1944, il est le chef du service militaire de liaison auprès des troupes d'occupation, organisme dont le rôle fut notable pour contrôler/circonvenir les agissements des troupes allemandes et italiennes dans l'ex zone occupée. D'où :
      - Philippe Chomel de Jarnieu (1921-2004), saint-cyrien 1941, officier de cavalerie, colonel, officier de la Légion d'honneur, quatre citations, dont :
        - Benoît Chomel de Jarnieu (1955- ), amiral, commandeur de la Légion d'honneur, major général de la Marine puis inspecteur général des armées pour la Marine, dont :
          - Romain Chomel de Jarnieu (1985-2019), fils de Benoit Chomel de Jarnieu, ESSEC 2008[5], officier de cavalerie, capitaine au 4e régiment de chasseurs de Gap, chevalier de la Légion d'honneur (le 2 décembre 2019, à titre posthume), mort pour la France au Mali le 25 novembre 2019, au cours du combat de la vallée d'Eranga. Il est fait chef d'escadrons à titre posthume[6]. Il est inhumé le 4 décembre 2019 à Hyères[7].

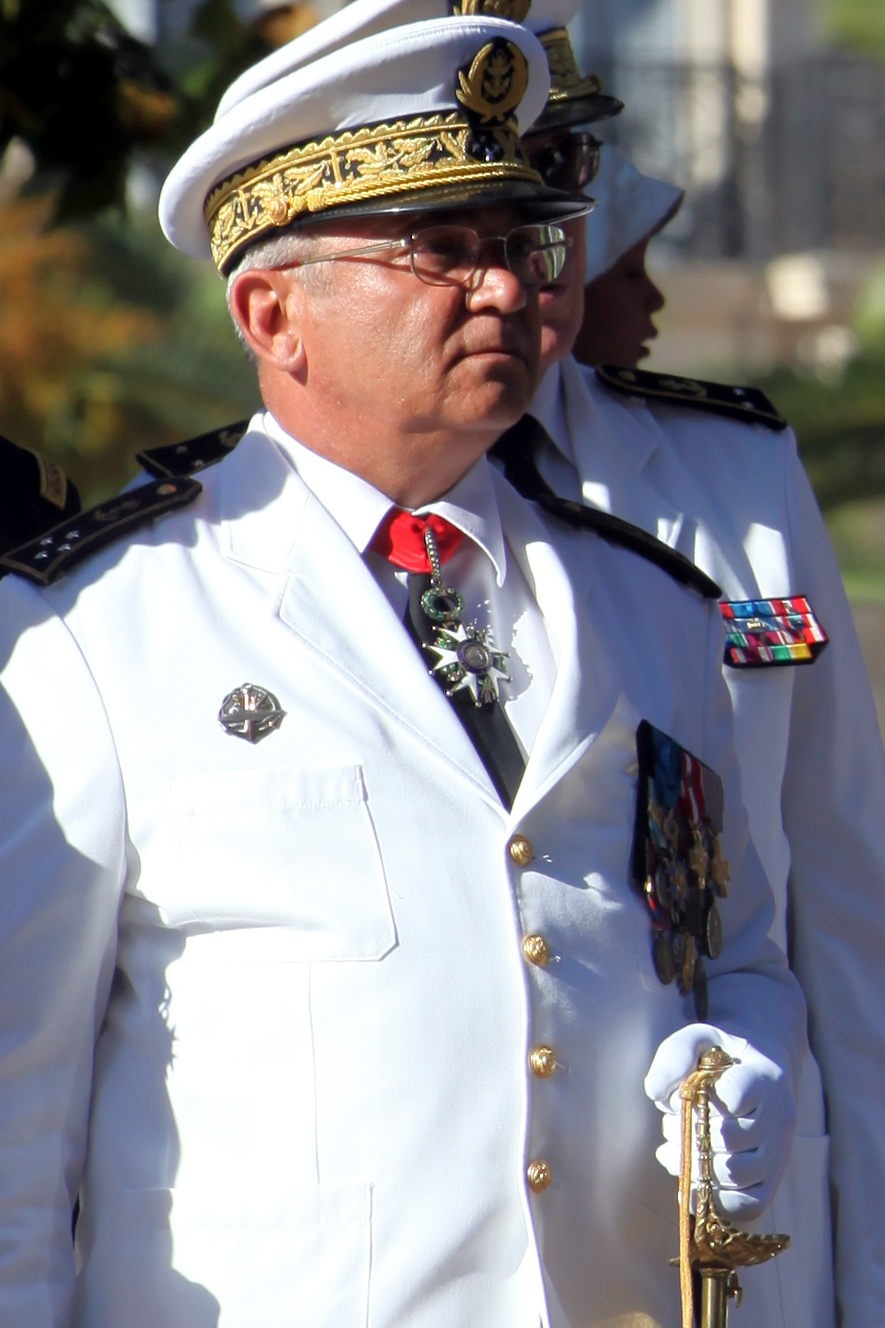
Benoît Chomel de Jarnieu (1955), amiral

## Non rattaché
- Frédéric-Guillaume Chomel, sert au régiment de grenadiers à cheval de la garde du roi de Hollande en 1797, au 2e cuirassiers en 1808, au 2e régiment de chevau-légers lanciers de la garde impériale en 1810 lors de la réunion de la Hollande à la France, il fait la campagne de Russie, capitaine en 1813, décoré de la Légion d'honneur la même année lors de la campagne d'Italie (1813-1814).

## Alliances
Les principales alliances de la famille Chomel et Chomel de Jarnieu sont : Léorat (XVIe siècle), des Bugnond (1598), Moureton, Séguier de Saint-Brisson (1632), Barou (de Canson) (vers 1695), de Bonnières de Guines (1725), Veyre (1727), de La Forest (1748), Dufaure de Citres, de Colonjon (1775), Lestra de Prandières (1884), Daveluy.

## Armes
- D’or à la fasce d’azur, chargée de trois billettes d’argent.[1]